# Amblainville
Amblainville est une commune française située dans le département de l'Oise, en région Hauts-de-France.

## Géographie

### Description

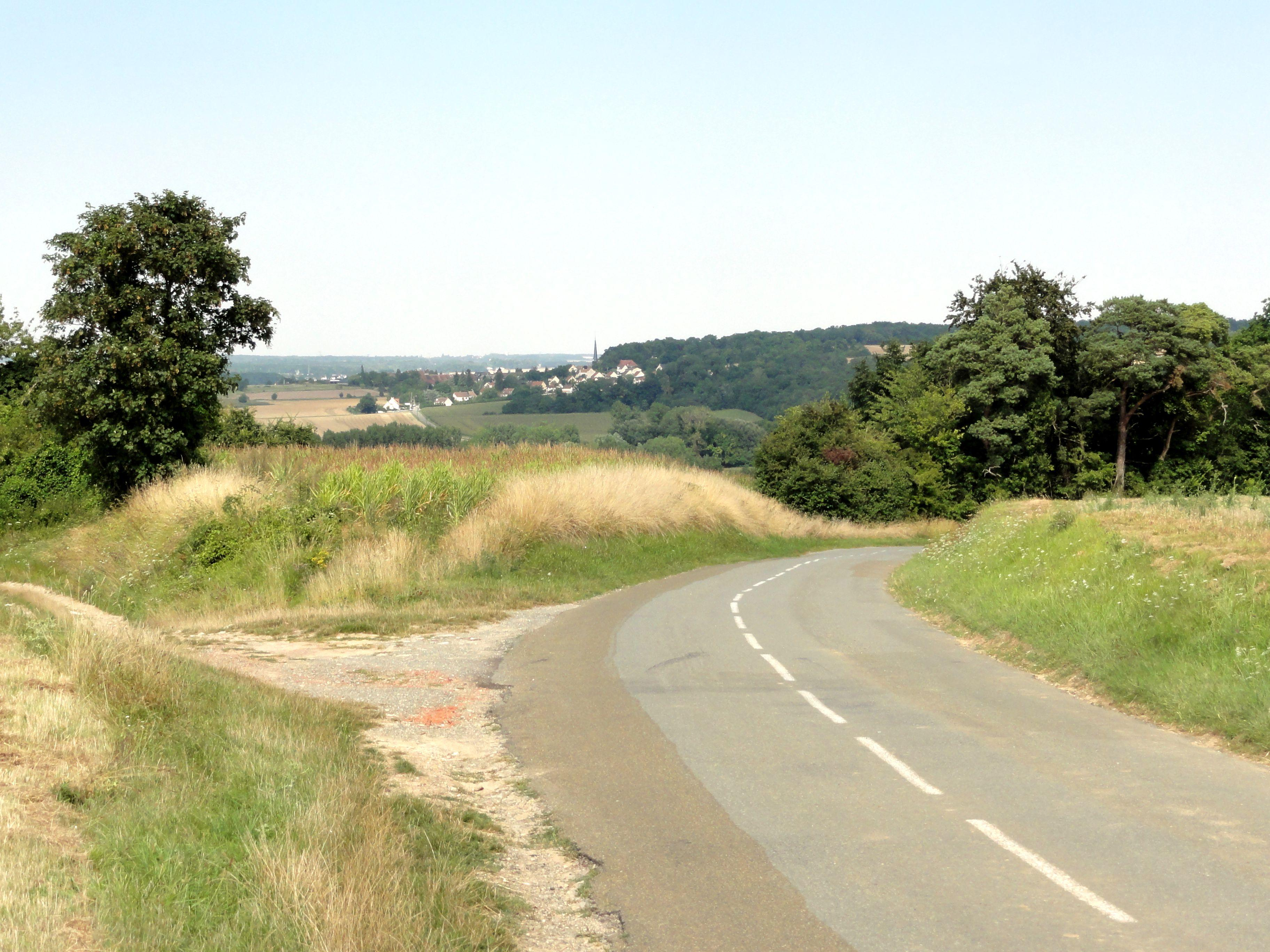
Paysage vers Amblainville, depuis Arronville.

Amblainville est un village périurbain du Pays de Thelle dans l'Oise et limitrophe du Val-d'Oise, situé à la limite du Vexin, à proximité de la brèche creusée par le Sausseron et en bordure du parc naturel régional du Vexin français.
La commune est traversée par l'ancienne route nationale 327 (actuelle RD 927) qui relie Cergy à Beauvais. Une des gares de péage de l'autoroute A16 se situe sur la commune. Le réseau routier est complété par la RD 105 qui relie Hénonville à Chambly.

### Communes limitrophes
La commune est limitrophe de Méru (à 3 km), de Villeneuve-les-Sablons, Hénonville, Berville, Arronville, Bornel et Esches.
| Villeneuve-les-Sablons | Méru                    | Esches |
| Hénonville             | Amblainville            | Bornel |
| Berville (Val-d'Oise)  | Arronville (Val-d'Oise) |        |

### Hydrographie
La commune est située dans le bassin Seine-Normandie. Elle est drainée par le Sausseron, le ru de Frouville, le cours d'eau 01 de la Chenevière et le cours d'eau 01 de Moriocourt,,.
Le Sausseron, d'une longueur de 24 km, prend sa source dans la commune de Neuville-Bosc et se jette  dans l'Oise à Parmain, après avoir traversé onze communes.

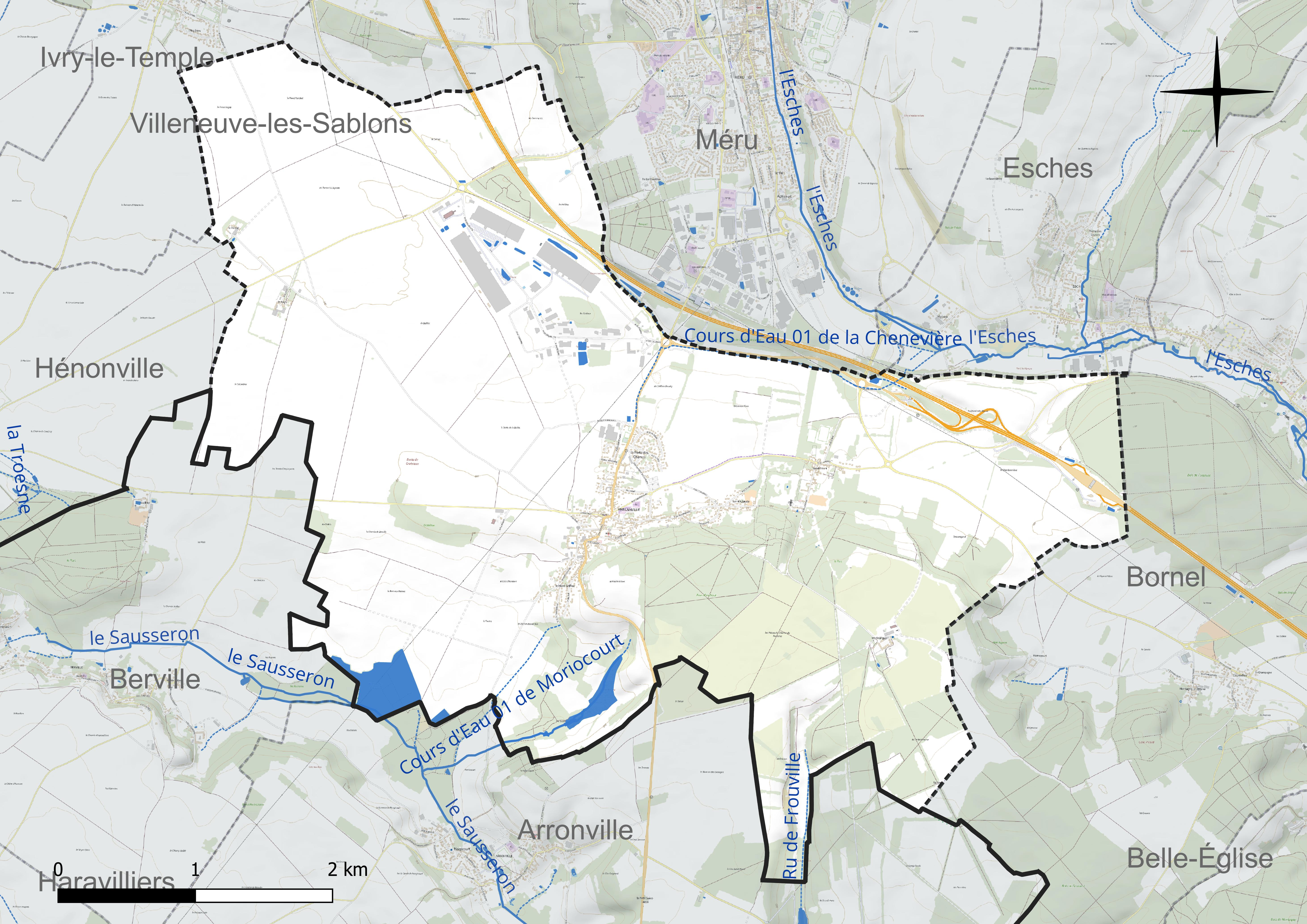
Réseau hydrographique d'Amblainville.

### Climat
Pour des articles plus généraux, voir Climat des Hauts-de-France et Climat de l'Oise.
En 2010, le climat de la commune est de type climat océanique dégradé des plaines du Centre et du Nord, selon une étude du CNRS s'appuyant sur une série de données couvrant la période 1971-2000. En 2020, Météo-France publie une typologie des climats de la France métropolitaine dans laquelle la commune est exposée à un climat océanique et est dans la région climatique Sud-ouest du bassin Parisien, caractérisée par une faible pluviométrie, notamment au printemps (120 à 150 mm) et un hiver froid (3,5 °C).
Pour la période 1971-2000, la température annuelle moyenne est de 10,7 °C, avec une amplitude thermique annuelle de 14,7 °C. Le cumul annuel moyen de précipitations est de 705 mm, avec 10,8 jours de précipitations en janvier et 8 jours en juillet. Pour la période 1991-2020, la température moyenne annuelle observée sur la station météorologique la plus proche, située sur la commune de Boissy-l'Aillerie à 16 km à vol d'oiseau, est de 11,2 °C et le cumul annuel moyen de précipitations est de 635,8 mm,. Pour l'avenir, les paramètres climatiques de la commune estimés pour 2050 selon différents scénarios d'émission de gaz à effet de serre sont consultables sur un site dédié publié par Météo-France en novembre 2022.

### Milieux naturels et biodiversité
Le Marais du Rabuais se trouve pour partie  au sud du territoire communal. C'est, un écrin pour la biodiversité de 40 hectares, dont l'accès est dangereux en raison de trous profonds et de tourbières, qui n'est accessible qu'avec l'assistance d'un animateur spécialisé deu Parc nnaturel régional. Ce marais, qui s'étire dans une dépression au contact entre la craie du Pays de Thelle et des terrains calcaires et sableux du Vexin est classé comme espace naturel sensible en  2005. La partie du marais située sur la commune d'Amblainville (14 hectares) est classée ZNIEFF continentale de type 1.
Dans l'ensemble du marai, on  a rencensé  342 espèces végétales, dont deux sont protégées en Île-de-France : la fougère des marais et le potamot coloré. D'autres sont rares comme le mouron délicat, le souchet brun ou le laiteron des marais. Certaines espèces sont caractéristiques des milieux tourbeux comme la laîche paniculée et le marisque. Le marais abrite aussi des oiseaux nicheurs rares pour la région, comme la rousserolle verderolle et des espèces de libellules peu répandues comme le cordulégastre annelé, une libellule noire et jaune, aux yeux verts,.

## Urbanisme

### Typologie
Au 1er janvier 2024, Amblainville est catégorisée bourg rural, selon la nouvelle grille communale de densité à sept niveaux définie par l'Insee en 2022.
Elle est située hors unité urbaine. Par ailleurs la commune fait partie de l'aire d'attraction de Paris, dont elle est une commune de la couronne,.

### Occupation des sols
L'occupation des sols de la commune, telle qu'elle ressort de la base de données européenne d'occupation biophysique des sols Corine Land Cover (CLC), est marquée par l'importance des territoires agricoles (76,7 % en 2018), en diminution par rapport à 1990 (82,3 %). La répartition détaillée en 2018 est la suivante : 
terres arables (74,9 %), forêts (13,1 %), zones urbanisées (5,6 %), zones industrielles ou commerciales et réseaux de communication (4,6 %), prairies (1,8 %). L'évolution de l'occupation des sols de la commune et de ses infrastructures peut être observée sur les différentes représentations cartographiques du territoire : la carte de Cassini (XVIIIe siècle), la carte d'état-major (1820-1866) et les cartes ou photos aériennes de l'IGN pour la période actuelle (1950 à aujourd'hui).

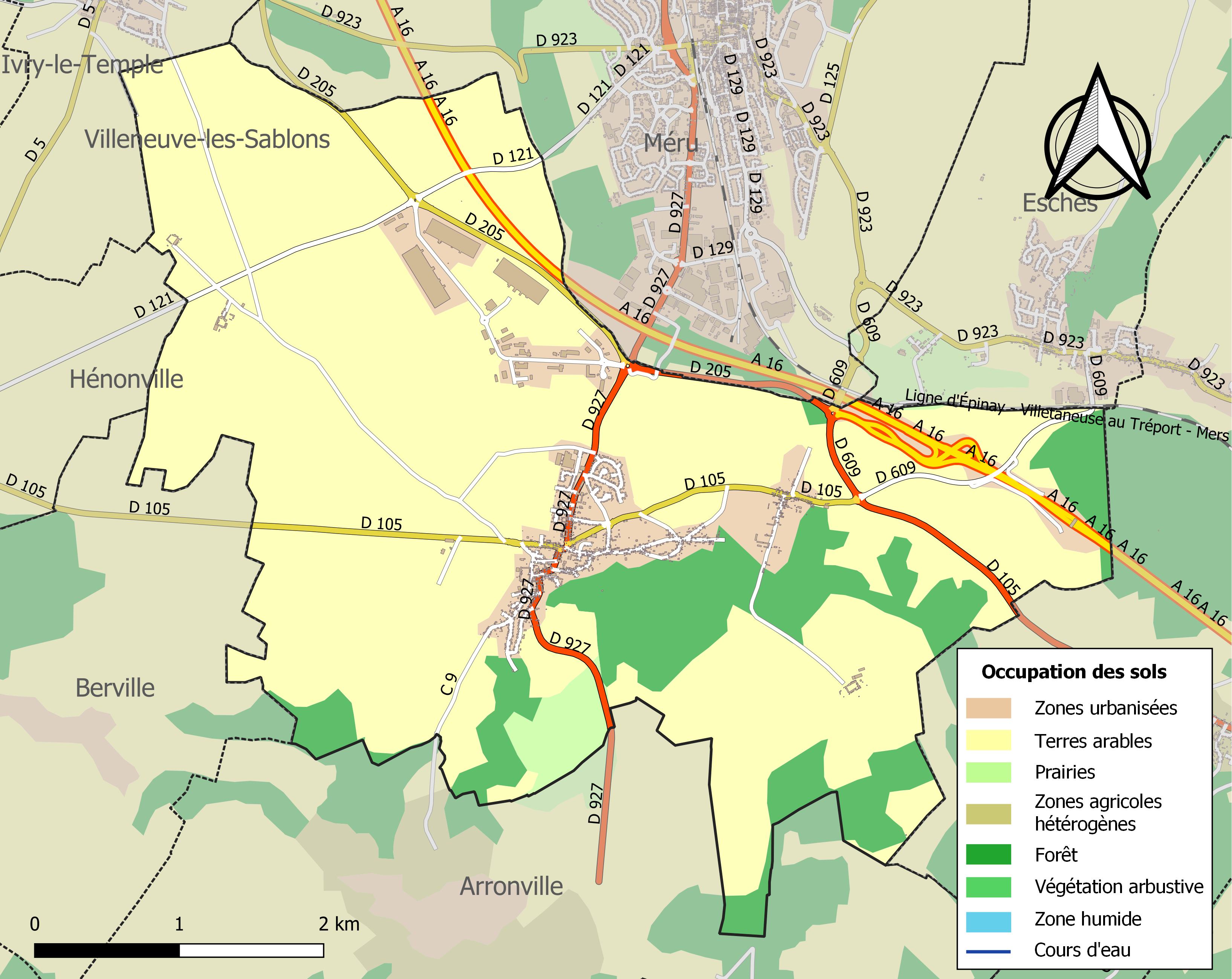
Carte des infrastructures et de l'occupation des sols de la commune en 2018 (CLC).

### Lieux-dits, hameaux et écarts
Amblainville est constituée de quatre hameaux : Sandricourt, Saint-Claude, Vignoru et Fays aux Ânes ; et d'écarts comme la ferme des Granges, la Trinité, le petit Sandricourt et Pontcharmont.

### Habitat et logement
En 2018, le nombre total de logements dans la commune était de 747, alors qu'il était de 724 en 2013 et de 692 en 2008.
Parmi ces logements, 91,6 % étaient des résidences principales, 2,9 % des résidences secondaires et 5,5 % des logements vacants. Ces logements étaient pour 92,1 % d'entre eux des maisons individuelles et pour 7,6 % des appartements.
Le tableau ci-dessous présente la typologie des logements à Amblainville en 2018 en comparaison avec celle de l'Oise et de la France entière. Une caractéristique marquante du parc de logements est ainsi une proportion de résidences secondaires et logements occasionnels (2,9 %) supérieure à celle du département (2,5 %) et à celle de la France entière (9,7 %). Concernant le statut d'occupation de ces logements, 85,1 % des habitants de la commune sont propriétaires de leur logement (84,3 % en 2013), contre 61,4 % pour l'Oise et 57,5 pour la France entière.
| Typologie                                               | Amblainville | Oise | France entière |
| ------------------------------------------------------- | ------------ | ---- | -------------- |
| Résidences principales (en %)                           | 91,6         | 90,4 | 82,1           |
| Résidences secondaires et logements occasionnels (en %) | 2,9          | 2,5  | 9,7            |
| Logements vacants (en %)                                | 5,5          | 7,1  | 8,2            |

### Voies de communication et transports
La gare la plus proche est la gare de Méru, desservie par des trains TER Hauts-de-France qui effectuent des missions entre les gares de Paris-Nord et de Beauvais.
La commune est desservie, en 2023, par la ligne C du réseau Sablons Bus et par les lignes 603, 6110, 6121, 6131, 6132, 6138 et 6234 du réseau interurbain de l'Oise.

## Toponymie
Le nom de la localité est attesté sous les formes de Umblevilla (vers 1100) ; Umbleville (1104) ; de Omblevilla (vers 1130) ; Emblein villa (1135) ; Umblenvilla (1136) ; Amblevilla (vers 1160) ; Robertus d'Onbleinvilla (vers 1184) ; Ambleville (1185) ; Anbleville (1188) ; Unblevilla (1206) ; apud ambleinvillam (1207) ; Ambleynvilla (1209) ; Ambleinville (1206) ; Amblenvilla (1214) ; Amblainville (1218) ; de amblevillam (1218) ; Embloinvilla (1222) ; apud Ambleinvile (1225) ; Emblenvilla (1222) ; in territorio de Onblainville (1227) ; in parrochia de Ombleingvilla (1243) ; Umblenville (1253) ; Ambleinvilla (1258) ; Amblainvilla (1258) ; apud amblainvillam (1264) ; les camparts d'Ambleville (1522).
Le lieu-dit Fay-aux-Ânes de l'ordre monastique des Trinitaires, attesté sous les formes « fratribus ordinis Sancte Trinitatis in Fayaco » en 1237, « les freres de la maison de Fay de la Saincte Trinité » en 1347 appelés populairement les Frères aux ânes.
La Trinité est un écart attesté sous les formes la trinite du fay aus asnes (1224) ; fratres Trinitatis juxta Ivriacum (1239) ; leglise de la Trinité pres de Fay aux Asnes (1398) ; les menistre et religieux de la maison de la Trinité lez le Fay (1481) ; la Trinité du fay (1709) ; la Trinité (1837)

## Histoire
L'agriculture et le travail de la nacre avaient un poids important au point qu'ils figurent sur le blason d'Amblainville.
Au XIIIe siècle, il y avait une léproserie.

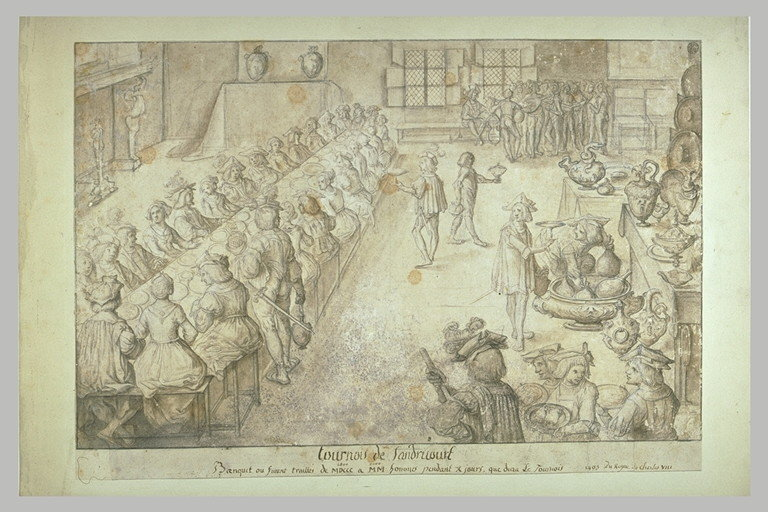
Jérôme Baullery : tournoi de Sandricourt / Banquet ou furent traités de 1800 à 2000 hommes pendant 10 jours, que dura le tournoi, en 1493,
Dessin, avant 1598.

Saudricourt, actuel hameau d'amblainville, était le siège d'une seigneurie importante qui appartenait au XVe siècle quinzième siècle à la maison d'Hédouville : Louis de Hérouville et sa femme Françoise de Rouvroy de Saint-Simon ont organisé en 1493 un tournoi resté célèbre par son faste, et qui est connu comme le pas d'armes de Saudricourt, auquel toute la noblesse des environs et de nombreux curieux ont assisté.
Les religieux de l'abbaye Saint-Victor de Paris avaient une seigneurie à Amblainville au XVIe siècle.
Le couvent des Mathurins de Paris avait également, à la même époque, une seigneurie au lieu-dit « la Trinité ».
Le marais du Rabuais était utilisé au XIXe siècle pour le pâturage des bestiaux et la récolte du foin. Les sources et ruisseaux qui l'alimentent étaient aménagés pour la création de bassins d'élevage de sangsues.
En 1837, la commune comptait des carrières, une tuilerie et un moulin à eau.

Amblainville au tout début du XXe siècle
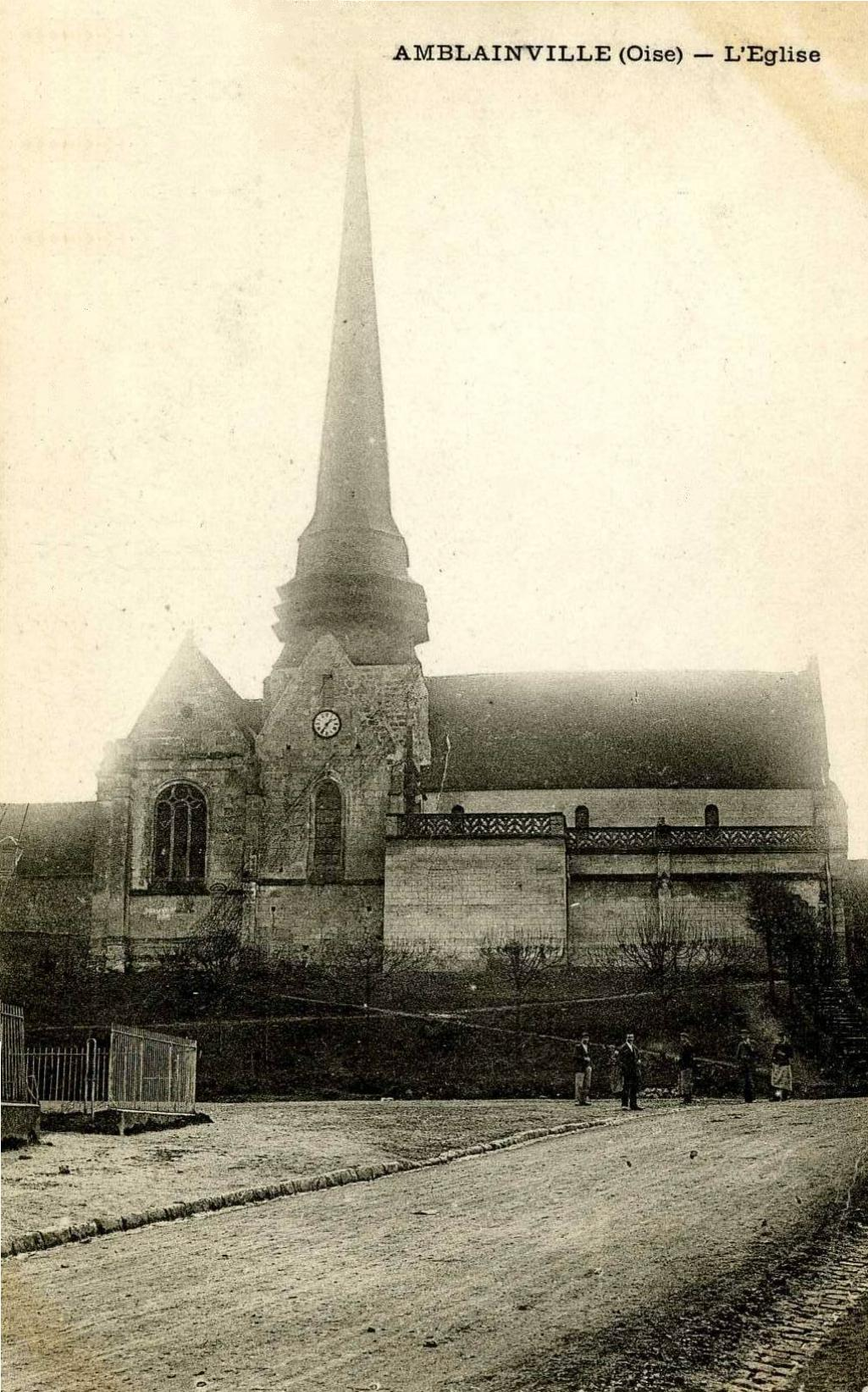
L'église Saint-Martin.
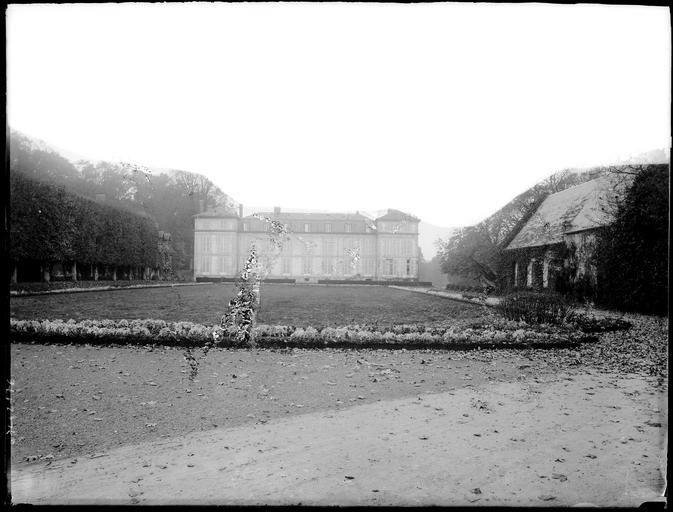
Le château de Sandricourt.
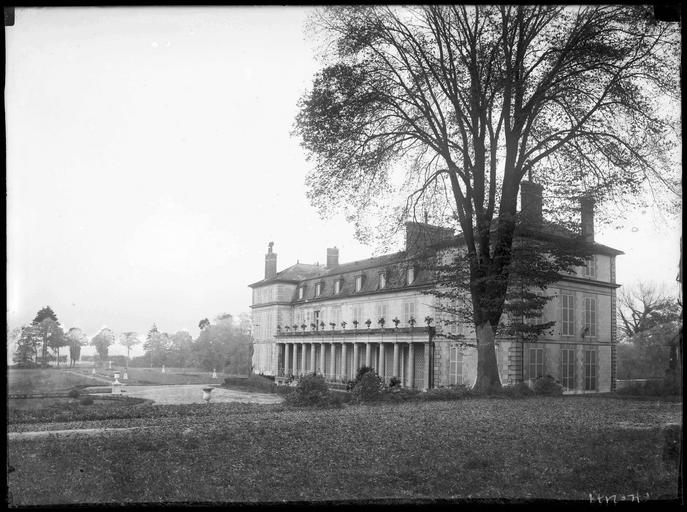
Le château de Sandricourt.
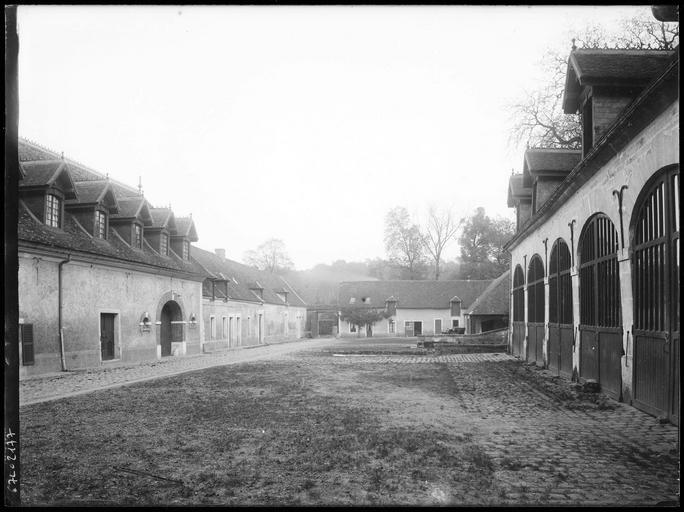
Communs du château.

Pendant la Seconde Guerre mondiale, les bois de Sandricourt sont occupés par les nazis et leur état major. Ils servent de rendez-vous de chasse pour les officiers supérieurs qui viennent y chasser, tel Hermann Goering.

## Politique et administration

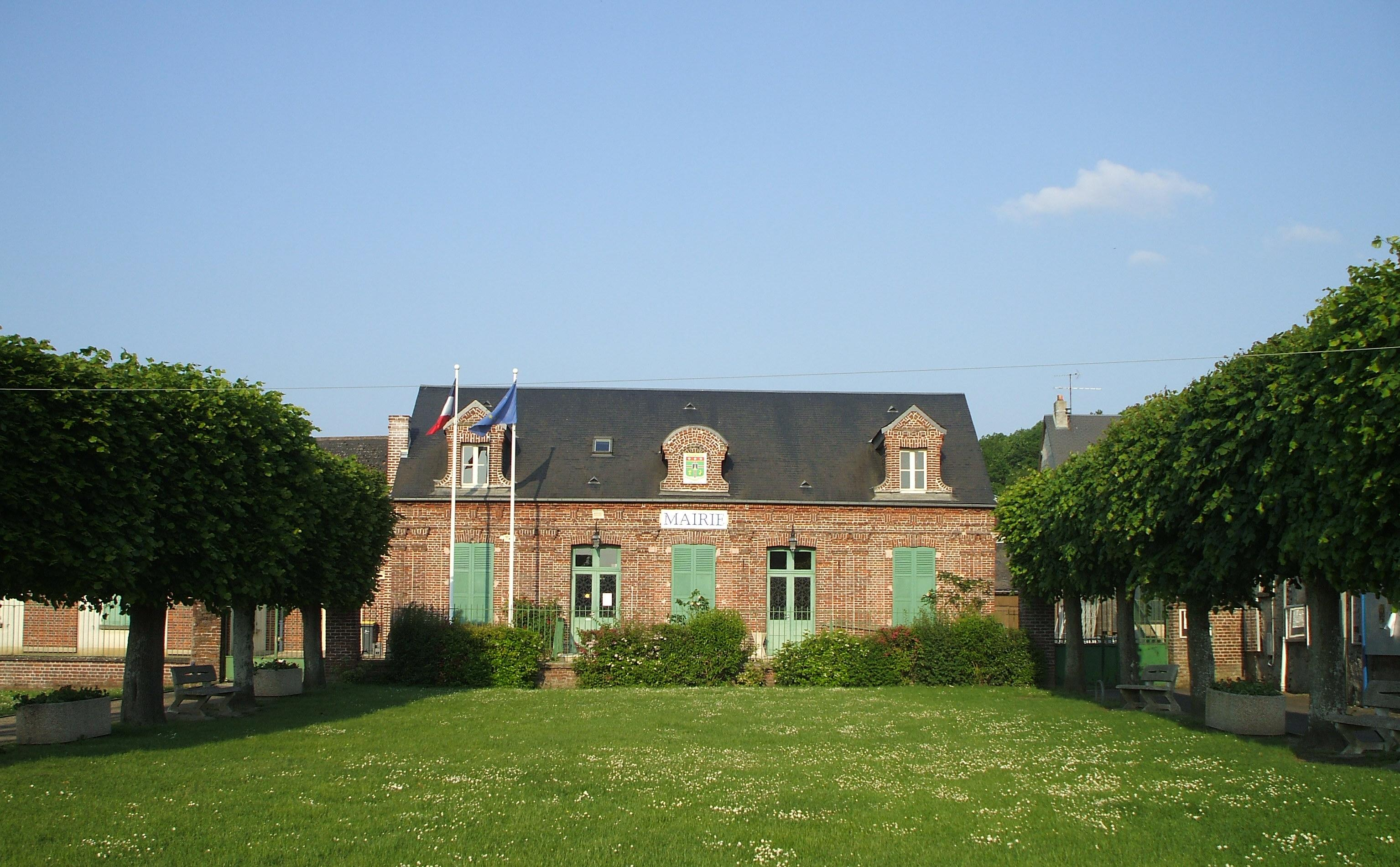
La mairie..

### Rattachements administratifs et électoraux

#### Rattachements administratifs
La commune se trouve dans l'arrondissement de Beauvais du département de l'Oise.
Elle faisait partie depuis 1793 du canton de Méru. Dans le cadre du redécoupage cantonal de 2014 en France, cette circonscription administrative territoriale a disparu, et le canton n'est plus qu'une circonscription électorale.

#### Rattachements électoraux
Pour les élections départementales, la commune fait partie depuis 2014 d'un nouveau canton de Méru.
Pour l'élection des députés, elle fait partie de la troisième circonscription de l'Oise.

### Intercommunalité
Amblainville est membre de la communauté de communes des Sablons, un établissement public de coopération intercommunale (EPCI) à fiscalité propre créé en 2000 et auquel la commune a transféré un certain nombre de ses compétences, dans les conditions déterminées par le code général des collectivités territoriales.

### Liste des maires
| Période                                  | Période                      | Identité             | Étiquette | Qualité |
| ---------------------------------------- | ---------------------------- | -------------------- | --------- | --- |
| Les données manquantes sont à compléter. |                              |                      |           | |
| avant 1962                               |                              | Marc Délie           |           | |
|                                          | 1968                         | Gilbert Bollet       |           | |
| Les données manquantes sont à compléter. |                              |                      |           | |
| 1968                                     | 2003                         | Pierre Planson       |           | Ancien chef d'une entreprise de fabrication de boutons                                                               |
| 2003                                     | 2004                         | Jean Pierre Guillard |           | Démissionnaire |
| 2004                                     | En cours (au 5 octobre 2021) | Joël Vasquez         | DVG       | Chef d'entreprise du bâtiment retraité Vice-président de la CC des Sablons (2020 → ) Réélu pour le mandat 2020-2026, |

## Équipements et services publics

### Enseignement
Les enfants de la commune sont accueillis dans l'école maternelle « la Clé des champs » et l'école élémentaire.

### Postes et télécommunications
Le bureau de poste est rénové en 2017.

### Sports
L'intercommunalité dote en 2022  la commune  d'un pôle sportif avec un terrain de football et une salle multifonctions qui pourrait accueillir un gymnase et un dojo, aménagé à la sortie du village en direction de Méru, sur un terrain de 5 hectares situé entre la commune et la Zac des Vallées,

### Culture
Un pôle culturel est envisagé par la municipalité dans l'ancienne ferme du Bournoulet, au cœur du village, situé en face du parking des écoles, et qui pourrait être réaménagée en pôle culturel avec une bibliothèque et des locaux pour accueillir le périscolaire et la cantine.

### Santé
Afin  de lutter contre la désertification médicale, la commune a décidé en 2021 d'embaucher un médecin, qui travaille avec le médecin historique de la commune, proche de la retraite,.

### Justice, sécurité, secours et défense
La commune se dote en 2019 d'un système de vidéosurveillance relié au centre de supervision de Méru, en partenariat avec la police municipale.de cette ville,.

## Population et société

### Démographie

#### Évolution démographique
L'évolution du nombre d'habitants est connue à travers les recensements de la population effectués dans la commune depuis 1793. Pour les communes de moins de 10 000 habitants, une enquête de recensement portant sur toute la population est réalisée tous les cinq ans, les populations de référence des années intermédiaires étant quant à elles estimées par interpolation ou extrapolation. Pour la commune, le premier recensement exhaustif entrant dans le cadre du nouveau dispositif a été réalisé en 2008.

En 2022, la commune comptait 1 786 habitants, en évolution de +3,06 % par rapport à 2016 (Oise : +0,87 %, France hors Mayotte : +2,11 %).
| 1793 | 1800 | 1806 | 1821 | 1831 | 1836 | 1841 | 1846 | 1851 |
| ---- | ---- | ---- | ---- | ---- | ---- | ---- | ---- | ---- |
| 764  | 734  | 768  | 788  | 778  | 811  | 816  | 824  | 788  |

| 1856 | 1861 | 1866 | 1872 | 1876 | 1881 | 1886 | 1891 | 1896 |
| ---- | ---- | ---- | ---- | ---- | ---- | ---- | ---- | ---- |
| 789  | 798  | 780  | 807  | 854  | 964  | 870  | 870  | 823  |

| 1901 | 1906 | 1911 | 1921 | 1926 | 1931 | 1936 | 1946 | 1954 |
| ---- | ---- | ---- | ---- | ---- | ---- | ---- | ---- | ---- |
| 846  | 845  | 879  | 864  | 859  | 836  | 857  | 740  | 861  |

| 1962 | 1968 | 1975 | 1982  | 1990  | 1999  | 2006  | 2008  | 2013  |
| ---- | ---- | ---- | ----- | ----- | ----- | ----- | ----- | ----- |
| 892  | 891  | 951  | 1 408 | 1 650 | 1 688 | 1 714 | 1 722 | 1 735 |

| 2018  | 2022  | - | - | - | - | - | - | - |
| ----- | ----- | - | - | - | - | - | - | - |
| 1 748 | 1 786 | - | - | - | - | - | - | - |

#### Pyramide des âges
La population de la commune est relativement jeune.
En 2018, le taux de personnes d'un âge inférieur à 30 ans s'élève à 35,8 %, soit en dessous de la moyenne départementale (37,3 %). À l'inverse, le taux de personnes d'âge supérieur à 60 ans est de 20,6 % la même année, alors qu'il est de 22,8 % au niveau départemental.
En 2018, la commune comptait 851 hommes pour 897 femmes, soit un taux de 51,32 % de femmes, légèrement supérieur au taux départemental (51,11 %).
Les pyramides des âges de la commune et du département s'établissent comme suit.
| Hommes | Classe d’âge | Femmes |
| ------ | ------------ | ------ |
| 0,5    | 90 ou +      | 0,4    |
| 3,3    | 75-89 ans    | 7,5    |
| 14,8   | 60-74 ans    | 14,6   |
| 25,1   | 45-59 ans    | 21,4   |
| 19,7   | 30-44 ans    | 20,8   |
| 16,1   | 15-29 ans    | 17,2   |
| 20,4   | 0-14 ans     | 18,1   |

| Hommes | Classe d’âge | Femmes |
| ------ | ------------ | ------ |
| 0,5    | 90 ou +      | 1,4    |
| 5,5    | 75-89 ans    | 7,6    |
| 15,6   | 60-74 ans    | 16,3   |
| 20,8   | 45-59 ans    | 20     |
| 19,4   | 30-44 ans    | 19,4   |
| 17,6   | 15-29 ans    | 16,2   |
| 20,6   | 0-14 ans     | 19,1   |

### Club sportif
Amblainville accueille le club de gymnastique  La Défense, créé en 1988 et considéré comme l'un des plus performants du département et qui compte en 2018 environ 400 licenciés.

## Économie
La commune dispose d'une zone logistique dans la ZAC des Vallées, proche de l'autoroute A16.

## Culture locale et patrimoine

### Lieux et monuments
Amblainville compte trois monuments historiques sur son territoire :
- L'Église Saint-Martin (classée monument historique en 1982[51]) : 
La fondation de la paroisse remonte probablement au moins au XIe siècle, époque supposée de la construction de la nef. Cette dernière a toutefois perdu son caractère roman au gré des remaniements successifs. La charpente lambrissée en carène renversée et peut-être aussi les bas-côtés datent de 1505 ; le portail gothique flamboyant date du second quart du XVIe siècle ; et les arcatures plaquées avec les bas-reliefs du chemin de croix et les statues de personnages de l'Ancien Testament ne datent que des années 1876 / 1893. 
Ce décor néo-gothique comporte également une chaire à prêcher et un confessionnal sous la forme d'édicules flamboyants ; des fausses voûtes d'ogives sous la tribune et dans le bas-côté sud ; ainsi qu'une grande grotte de Notre-Dame de Lourdes ; et a été installé par la volonté de l'abbé Eugène Barret. 
Ce curé a lui-même manié le ciseau, et donné à l'église son aspect actuel assez extravagant (hormis pour l'extérieur). Cependant, ce n'est qu'en 2005 que l'on supprime  les fenêtres hautes de la nef sous une large toiture commune au vaisseau central et aux bas-côtés, tandis que le transept et le petit chœur rectangulaire du premier quart du XIIIe siècle demeurent assez authentiques. 
Dans le sanctuaire, le décor du dernier quart du XIXe siècle a été enlevé. Il demeure présent dans les deux chapelles latérales Renaissance ajoutées en 1585, où l'on trouve même des créations de qualité, telles que le grand bas-relief de l'Adoration des bergers entre Ève et Adam, ou deux tableaux de faïence. Dans son ensemble, l'église Saint-Martin offre aujourd'hui une image très éclectique[52],[53],[54].

- La chapelle prieuré de la Trinité du Fay (façades et toitures, décors peints intérieurs et cheminée du XVIIe siècle inscrits monument historique par arrêté du 30 décembre 1988[55]) : du prieuré fondé au XIe siècle, ne subsiste que la chapelle du XIIIe siècle, remaniée au XVIe siècle et au XVIe siècle. La chapelle desservait le prieuré de la Trinité, une ancienne dépendance de l'abbaye Saint-Martin de Pontoise, puis de l'ordre des Trinitaires, appelé aussi ordre de la Rédemption des captifs et fondé à l'initiative du Français Jean de Matha (1154-1213), à l'époque des croisades, pour accueillir des captifs libérés de Terre sainte[56]

- Le parc du domaine de Sandricourt réalisé entre 1880 et 1900 par Henri et Achille Duchêne, deux architectes paysagistes (allée dite de la Marquise, grand parterre dit le parterre de Diane, avec sa cascade de fleurs et sa clairière ronde, inscrits monument historique en 1991[57]).
Le château est, lui, un corps de bâtiment du XIXe siècle construit pour le comte de Banne à l'emplacement d'une ancienne forteresse médiévale dont il ne subsiste que la chapelle. Au XXe siècle, la propriété est rachetée et considérablement agrandie par un milliardaire américain, monsieur Goelett[26].

On peut également signaler :
- Polissoir du néolithique.
- Ancienne maison de justice, rue du Pavé. Située dans un vaste corps de ferme, ce bâtiment conserve des éléments du XIIIe siècle. La tour d'escalier, large et carrée à encorbellements à ressauts du XIVe siècle, est  pourvue de latrines à double siège, logées dans une petite bretèche accrochée à la façade. Malgré la légende qui dit que Saint-Louis y a rendu la justice, il semble qu'elle ait été le lieu où était rendue la justice seigneuriale[26]
- Mémorial de la ferme du Coudray : mémorial inauguré en 2001 à la mémoire des quatre hommes de la 8e Air Force tués à bord de leur avion abattu le 30 décembre 1943[58].
- Ferme de la Fay aux Anes.
- Ancien lavoir, à l'abandon, situé sur le chemin de Fontenelle, juste à l'entrée du bois. Un petit cours d'eau souterrain débouche dans le lavoir via un petit tunnel qu'un enfant peut aisément remonter sur plusieurs mètres. Après avoir traversé le lavoir, l'eau poursuit son chemin vers l'ouest, dans la forêt, formant un ruisseau qui s'en va rejoindre le marais du Rabuais.

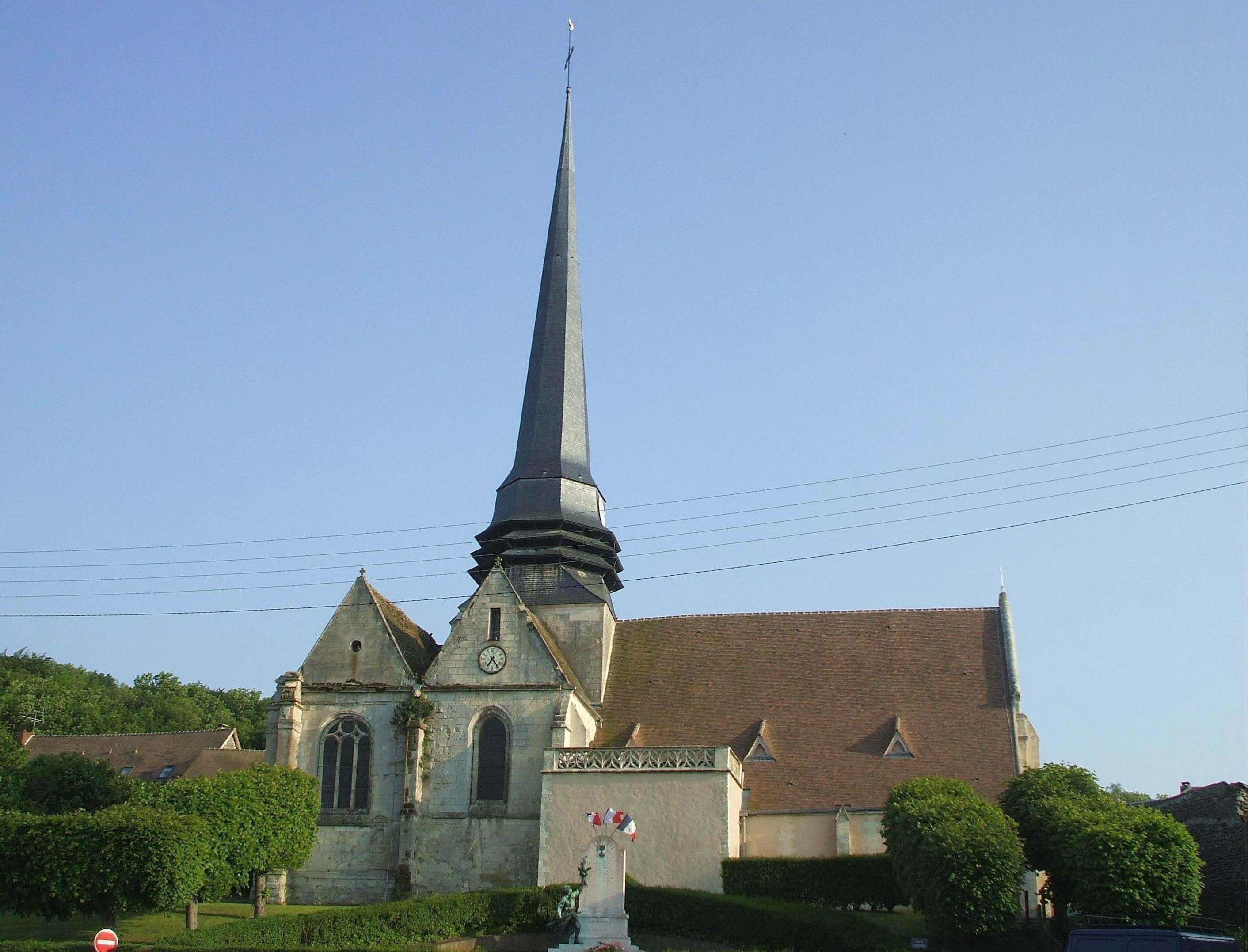
Église Saint-Martin.
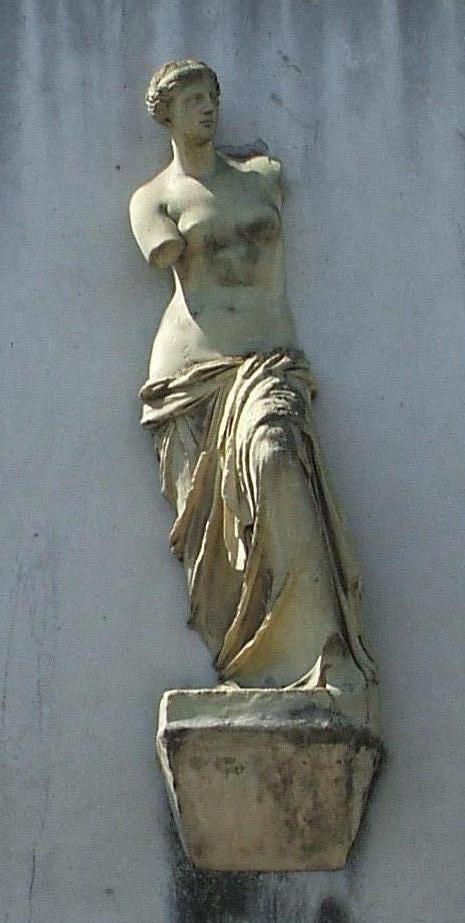
Statue de Vénus.
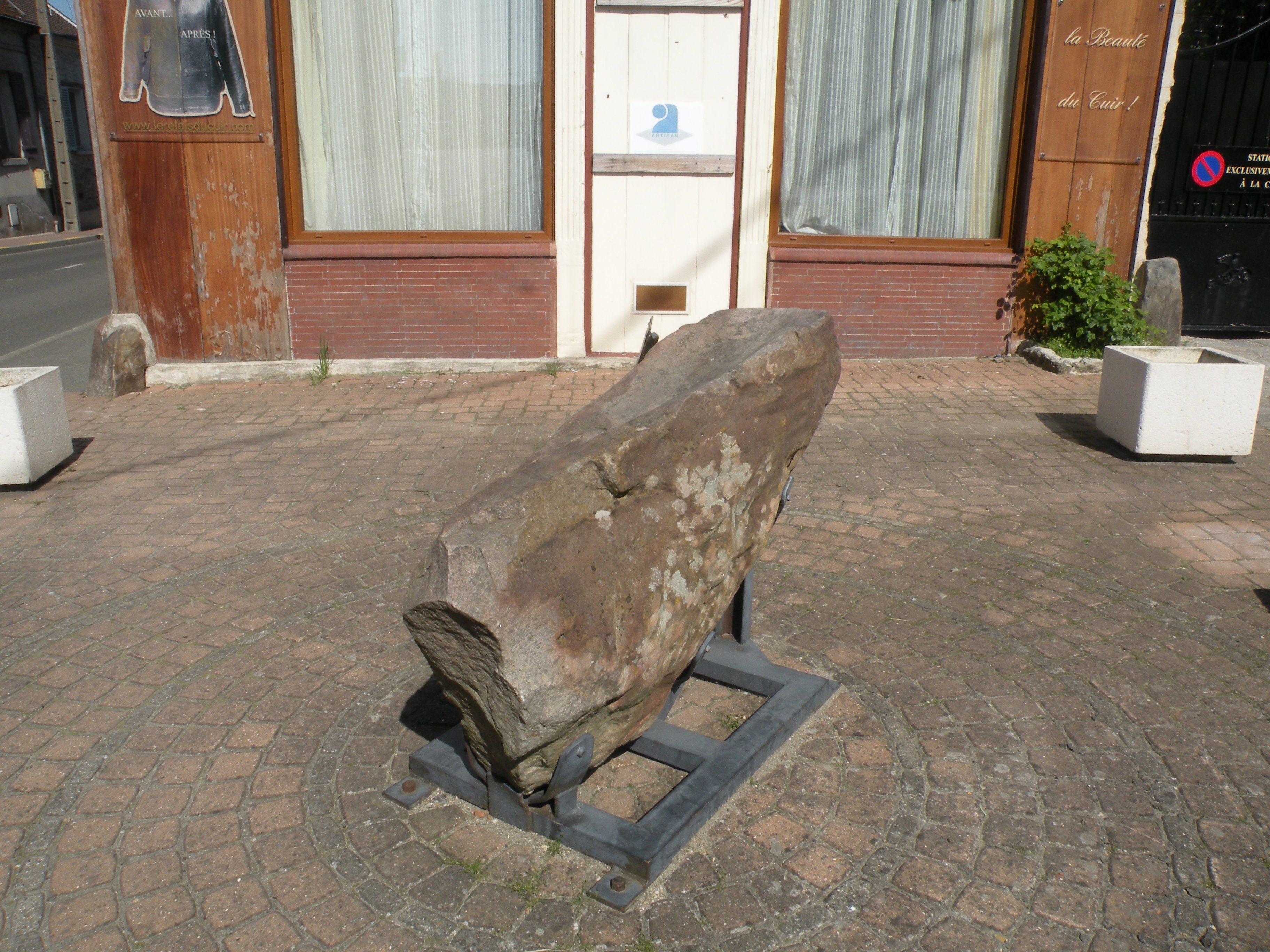
Polissoir du néolithique.
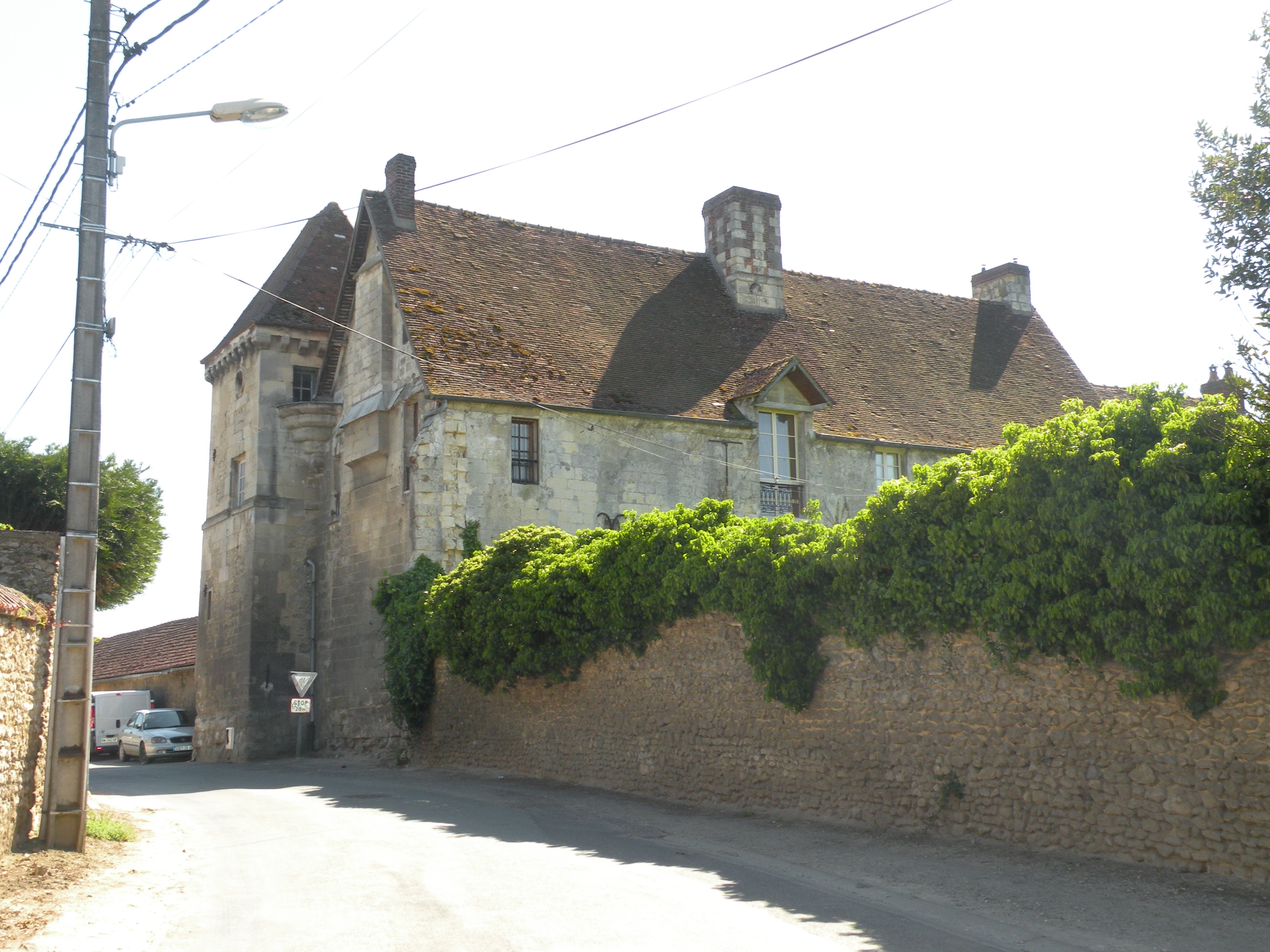
La maison de justice
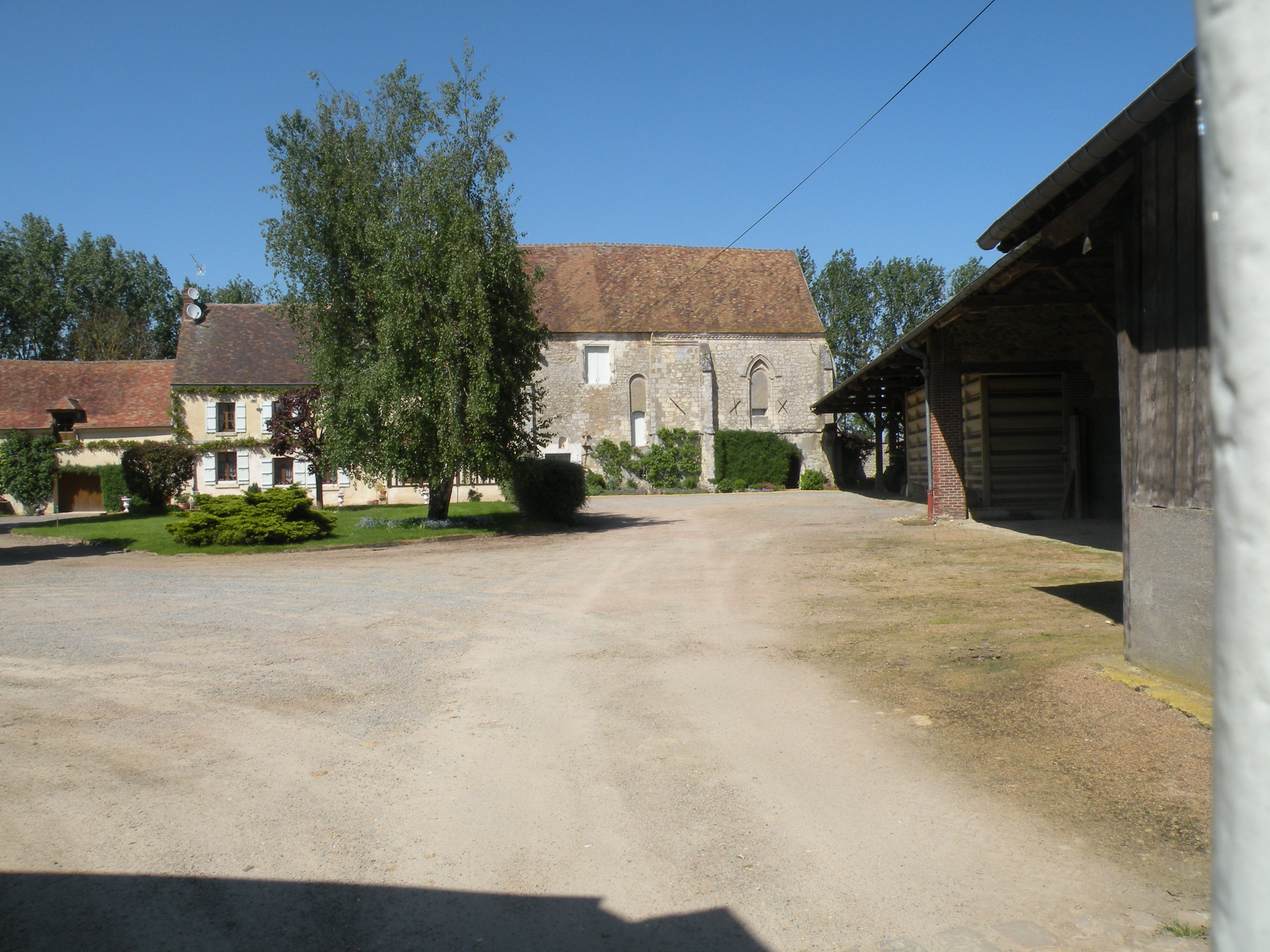
Ferme de la Trinité
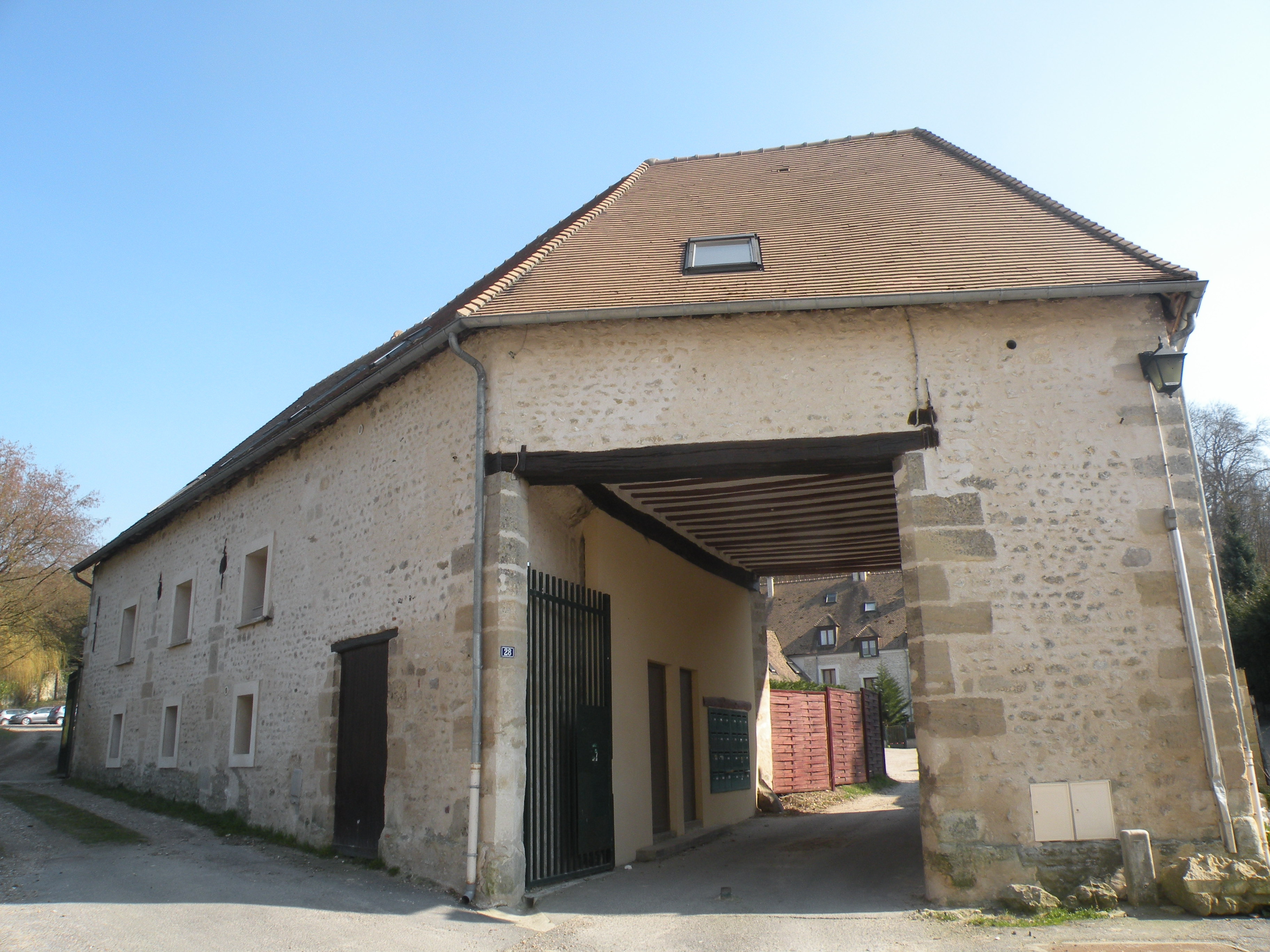
Prieuré Saint-Pierre.

### Personnalités liées à la commune
Louis de Hédouville, seigneur de Sandricourt, organisateur d'un des derniers grands tournois de la fin du Moyen Âge, au château de Sandricourt. Ce tournoi a regroupé 2 000 personnes venues de toute la France, pendant une semaine, au mois de septembre 1493. Il est connu historiquement sous le nom du Pas d'armes de Sandricourt.

### Héraldique
| Blason de Amblainville | Blason  | De sinople à la croix de gueules bordée d'argent, cantonnée en pointe à dextre d'une gerbe de blé liée de sable et à senetre d'un heaume du même taré de demi-profil, à l'écu d'azur bordé d'argent brochant en cœur chargé d'une tour d'or terrassée de même, au chef de gueules chargé de trois besans d'argent et soutenu d'une devise d'or. Devise / CriConchylium frumentumque nostris |
| Blason de Amblainville | Détails | Le statut officiel du blason reste à déterminer. |